# John B. Magruder
John Bankhead Magruder (1 de mayo de 1807-19 de febrero de 1871) fue un militar de carrera que sirvió en los ejércitos de tres países. Era oficial del Ejército de los Estados Unidos en la Intervención estadounidense en México, general confederado durante la Guerra de Secesión y general de la posguerra en el Ejército Imperial Mexicano. Conocido como el "Príncipe Juan" por sus amigos del ejército, Magruder fue más famoso por sus acciones al retrasar a las tropas federales durante la Campaña de la Península de 1862 a través de artimañas elaboradas que dieron al Maj. Gen. George B. McClellan la impresión de que los confederados tenían más fuerzas que en la realidad, y en defender exitosamente Galveston, Texas contra el Ejército y la Armada de la Unión a principios de 1863.

## Primeros años y carrera
Magruder nació en Port Royal, Virginia. Primero asistió a la Universidad de Virginia, donde, como estudiante, tuvo la oportunidad de cenar con el ex Presidente Thomas Jefferson. Se graduó en la Academia Militar de los Estados Unidos en 1830, donde fue compañero de cuarto de William N. Pendleton. Le nombraron alférez en el regimiento de Infantería de los EE. UU. Se le destinó más tarde al 1.º Artillería de EE. UU.
Magruder sirvió en la Segunda Guerra Seminola en Florida, y luego a las órdenes de Winfield Scott en el Ejército de Ocupación en México. Fue nombrado Mayor con honores por "conducta valiente y meritoria" en la Batalla de Cerro Gordo, y teniente coronel por su valentía en el asalto de Chapultepec. Estuvo en servicio fronterizo en California y en el Fuerte Leavenworth en el Territorio de Kansas.
El Príncipe Juan era alto y llamativamente bien parecido. Hablaba con un balbuceo, excepto cuando cantaba el tenor, lo que hacía con frecuencia. Su avocación era componer canciones y conciertos de ensayo y producciones de teatro amateur, algo para aliviar el tedio del servicio de la guarnición en tiempos de paz. Esta tendencia teatral sería muy útil en la Guerra Civil.

## Guerra Civil

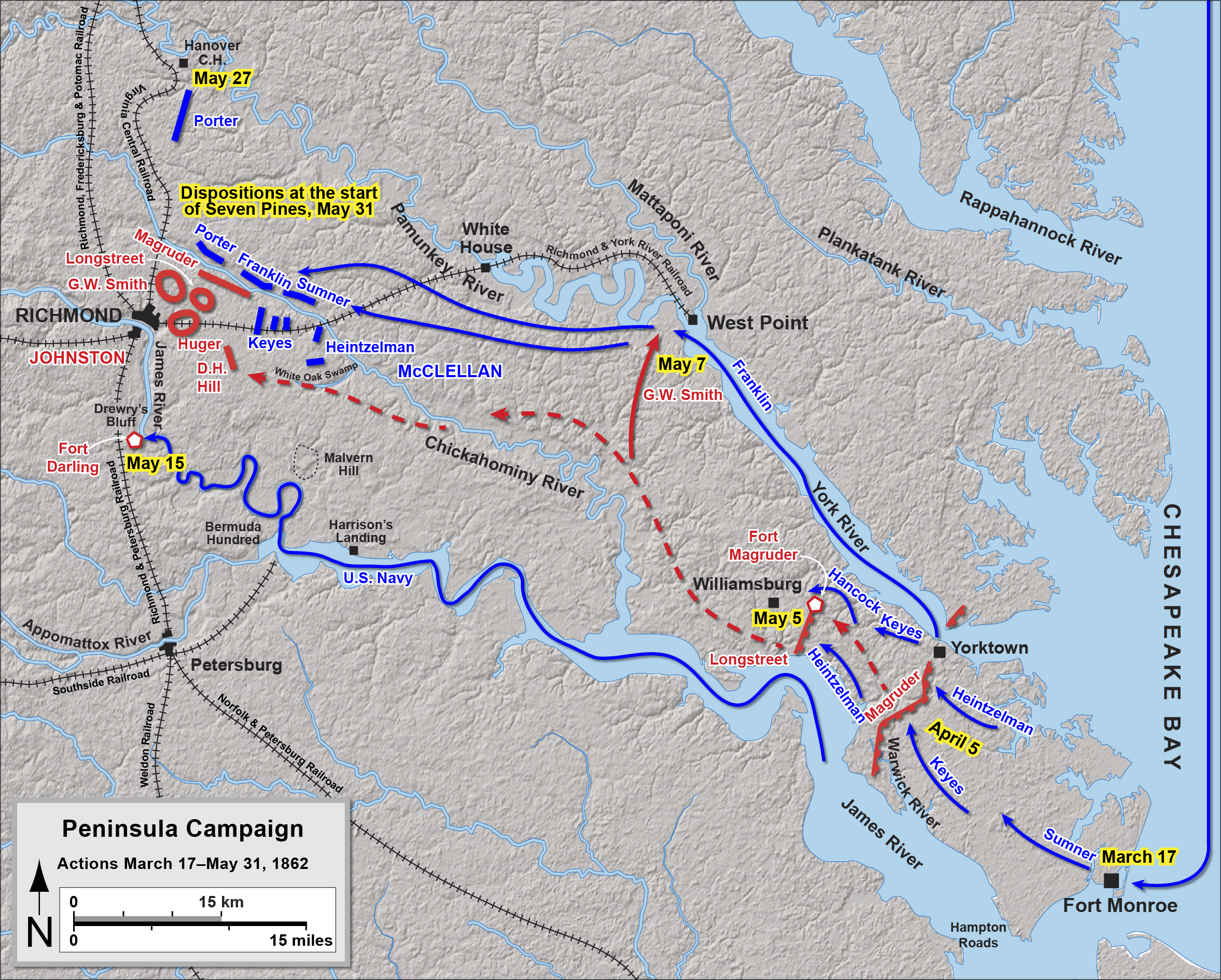
Mapa de la Campaña Peninsular de la Guerra Civil estadounidense. Dibujado por Hal Jespersen en Adobe Illustrator CS5.

Al comienzo de la Guerra Civil, Magruder fue destinado a la artillería de las fuerzas de guarnición de Washington, D.C.. Sin embargo, renunció al Ejército de los EE. UU. cuando su natal Virginia se secesionó, con lo cual le nombraron coronel en el Ejército de los Estados Confederados. Fue ascendido rápidamente a brigadier general (junio de 1861) y mayor general (octubre de 1861). Estuvo al mando del pequeño Ejército de la Península defendiendo Richmond contra la invasión del mayor general George B. McClellan a la Península de Virginia en la primera parte de la Campaña de la Península de la Unión en 1862. Este ejército independiente fue incorporado como división militar en el Ejército del Norte de Virginia el 12 de abril de 1862.
Durante la Batalla de Yorktown, Magruder burló completamente a McClellan en cuanto a su fuerza al marchar ostensiblemente un pequeño número de tropas más allá de la misma posición varias veces, haciéndolo parecer una fuerza más grande. Él movió su artillería alrededor con frecuencia y abundantemente utilizó municiones cuando las tropas de la Unión fueron avistadas, dando la impresión de una gran fuerza defensiva y agresiva. Este subterfugio causó las semanas de retraso innecesarias del Ejército del Potomac de McClellan y trajo elogios a Magruder de su superior, el Gen. Joseph E. Johnston. Sin embargo, Magruder se desempeñó pobremente y sin agresividad en las siguientes Batallas de los Siete Días. Algunos culpan el consumo pesado por su comportamiento errático, otros señalan el estrés implacable de su defensa de McClellan en Yorktown. En la Batalla de Malvern Hill, el último de los siete días, los guías locales lo llevaron a él y a sus hombres por mal camino, causando un considerable retraso en su llegada a la línea de batalla. Las órdenes del nuevo comandante Robert E. Lee de atacar, expedidas al principio del día, pero sin tiempo marcados en ellas, se recibieron después de que Magruder finalmente entró en la posición correcta algunas horas más tarde. Estaban equivocados como actualmente emitidas, el error se agravó cuando las nuevas órdenes de Lee llegaron el cual basado en errores de inteligencia reafirmó el ataque. La ejecución de Magruder de esas órdenes como si fueran actuales y precisas resultó en un asalto descoordinada que sufrió pérdidas considerables y no avanzó. Lee más tarde, cuando él, personalmente, inspeccionó el campo, pensó que ningún jefe en la escena debería haber ido adelante con un ataque. Cuando le preguntó a Magruder "¿Por qué atacaron?" Magruder respondió: "En obediencia a sus órdenes repetidas dos veces."
Lee reorganizó su ejército después de los siete días, reemplazando a aquellos que pensó que eran comandantes ineficaces y Magruder pronto fue reasignado al mando del Distrito de Texas, Nuevo México, y Arizona.
El 1 de enero de 1863, las fuerzas de Magruder ganaron la Batalla de Galveston, recapturando la ciudad y puerto para la Confederación. El Primer Congreso Confederado publicó sus agradecimientos especiales:

... La conducta audaz, intrépida y valiente del mayor general J. Bankhead Magruder, el coronel Thomas Green, el mayor Leon Smith, y otros oficiales, y de los Texan Rangers y los soldados involucrados en el ataque, y la victoria lograda sobre las fuerzas terrestres y navales del enemigo en Galveston, el 1 de enero de 1863, eminentemente les da derecho a las gracias del Congreso y el país. ... Este logro brillante, lo que, bajo la providencia de Dios, en la captura del vapor de guerra Harriet Lane y la derrota y vuelo ignominioso de la flota enemiga del puerto, la reconquista de la ciudad y el levantamiento del bloqueo del puerto de Galveston, señaladamente pone en evidencia que la fuerza superior puede ser superada por la concepción hábil y coraje atrevido.

Desde agosto de 1864 hasta marzo de 1865, Magruder comandó al Departamento de Arkansas, pero luego volvió a comandar el Distrito de Texas, Nuevo México y Arizona en los últimos meses de la guerra hasta que toda la región del Trans-Mississippi fue entregada por el general Edmund Kirby Smith.

## Carrera en la postguerra
Después de la guerra, Magruder huyó a México y entró al servicio del Emperador Maximiliano I de México como mayor general en el Ejército Imperial Mexicano. Sin embargo, en mayo de 1867, las fuerzas del emperador habían sucumbido a un asedio y el emperador había sido ejecutado. Magruder regresó a los Estados Unidos y se estableció en Houston, Texas, donde murió en 1871. Es enterrado en el Cementerio Episcopal en Galveston, la escena de su más grande éxito militar.

## Honores
Una serie de características geográficas han sido nombradas en honor de John Magruder:
- El fuerte Magruder, un bastión confederado durante la Batalla de Williamsburg.
- Magruder en el Condado de York (Virginia), un pequeño pueblo cerca de Williamsburg. Durante la Segunda Guerra Mundial, alrededor de 1943, la Armada de los Estados Unidos trasladó a los residentes y el entero antiguo pueblo de Magruder pasó a formar parte de una gran reserva militar conocida como Camp Peary. A partir de 1951, la instalación ha sido designada para "Actividad de Formación Experimental de las Fuerzas Armadas", y extraoficialmente, es conocido como una instalación de la Agencia Central de Inteligencia (CIA) apodado "La Granja". El acceso estaba muy restringido a partir de 2005.
- Magruder Boulevard (Ruta Estatal 134), un camino conector principal que corre a través de la ciudad independiente de Hampton y en el Condado de York.
- Thomas Magruder, un personaje en el videojuego tematizado en el Viejo Oeste, GUN, es un exmayor de la Guerra Civil con el mismo apellido.